# Aglaophamus
Aglaophamus är ett släkte av ringmaskar som beskrevs av Johan Gustaf Hjalmar Kinberg 1866. Aglaophamus ingår i familjen Nephtyidae.

## Dottertaxa tillAglaophamus, i alfabetisk ordning[1][2]
- Aglaophamus agilis
- Aglaophamus amakusaensis
- Aglaophamus australiensis
- Aglaophamus bathamae
- Aglaophamus circinata
- Aglaophamus dibranchis
- Aglaophamus dicirris
- Aglaophamus dicirroides
- Aglaophamus digitatus
- Aglaophamus elamellatus
- Aglaophamus erectanoides
- Aglaophamus erectans
- Aglaophamus eugeniae
- Aglaophamus foliocirrata
- Aglaophamus foliosus
- Aglaophamus fossae
- Aglaophamus gippslandicus
- Aglaophamus groenlandiae
- Aglaophamus hedlandensis
- Aglaophamus heterocirrata
- Aglaophamus igalis
- Aglaophamus japonicus
- Aglaophamus jeffreysii
- Aglaophamus juvenalis
- Aglaophamus lobatus
- Aglaophamus lobophora
- Aglaophamus longicephalus
- Aglaophamus lutreus
- Aglaophamus lyratus
- Aglaophamus lyrochaeta
- Aglaophamus macroura
- Aglaophamus malmgreni
- Aglaophamus minusculus
- Aglaophamus munamaorii
- Aglaophamus neotenus
- Aglaophamus orientalis
- Aglaophamus paucilamellata
- Aglaophamus peruana
- Aglaophamus phuketensis
- Aglaophamus polyphara
- Aglaophamus posterobranchus
- Aglaophamus profundus
- Aglaophamus pulcher
- Aglaophamus sinensis
- Aglaophamus surrufa
- Aglaophamus tabogensis
- Aglaophamus tepens
- Aglaophamus toloensis
- Aglaophamus trissophyllus
- Aglaophamus uruguayi
- Aglaophamus urupani
- Aglaophamus verilli
- Aglaophamus verrilli
- Aglaophamus victoriae
- Aglaophamus vietnamensis
- Aglaophamus virginis